# Julia Lipnitskaja
Julia Lipnitskaja, (ry: Ю́лия Липни́цкая), född 5 juni 1998 i Jekaterinburg, Ryssland, är en rysk konståkerska. Vid EM i konståkning 2014 vann hon guldmedaljen. Vid olympiska vinterspelen 2014 vann hon guld i lagtävlingen. Julia växte upp med en ensamstående mamma.